# چوریلاکا
چوریلاکا (به اسپانیایی: Churilaca) یک کوه در پرو است که در منطقه موکگوا واقع شده‌است. چوریلاکا ۵٬۲۶۰ متر بالاتر از سطح دریا واقع شده‌است.